# Courants de Foucault
Pour les articles homonymes, voir Foucault.

Les courants de Foucault (I, rouge) induits dans une plaque métallique (C) se déplaçant vers la droite par un aimant stationnaire (N). Le champ magnétique (B, vert) est dirigé vers le bas. Les courants génèrent leur propre champ magnétique (flèches bleues) qui produit une force de traînée qui s'oppose au mouvement.

On appelle courants de Foucault (en anglais : eddy currents, courants tourbillonnaires) les courants électriques créés dans une masse conductrice, soit par la variation au cours du temps d'un champ magnétique extérieur traversant ce milieu (le flux du champ à travers le milieu), soit par un déplacement de cette masse dans un champ magnétique. Ils sont une conséquence de l'induction électromagnétique.
Les courants de Foucault sont responsables d'une partie des pertes (dites pertes par courants de Foucault) dans les circuits magnétiques des machines électriques alternatives et des transformateurs. C'est la raison pour laquelle les circuits magnétiques sont constitués de tôles feuilletées afin de limiter ces courants et les pertes par effet Joule qui en découlent, ce qui améliore le rendement global des transformateurs.

## Historique
Ce phénomène a été découvert par le physicien français Léon Foucault en 1851, de qui il tire son nom.

## Principe

Le feuilletage permet de réduire les pertes par courants de Foucault.

Le champ magnétique variable au cours du temps est responsable de l'apparition d'une force électromotrice à l'intérieur du milieu conducteur. Cette force électromotrice induit des courants dans la masse. Ces courants ont deux effets :
- ils créent un champ magnétique qui s'oppose à la cause de la variation du champ extérieur (loi de Lenz) ;
- ils provoquent un échauffement par effet Joule de la masse conductrice d'autant plus fort que la vitesse entre l'inducteur et la pièce conductrice est importante.

Lorsque la variation de flux est due à un déplacement du milieu devant un champ magnétique constant, les courants de Foucault sont responsables de l'apparition de forces de Laplace qui s'opposent au déplacement, d'où l'effet de freinage observé sur les systèmes utilisant ce genre de dispositif.
La puissance perdue par unité de masse (W/kg) du fait des courants de Foucault dans un matériau de résistivité r d'épaisseur {\displaystyle e} et soumis perpendiculairement à un champ magnétique d'amplitude {\displaystyle {B_{\max }}} (induction magnétique) variant de façon sinusoïdale au cours du temps avec une fréquence {\displaystyle f} est donnée par la relation suivante :
{\displaystyle P={\frac {\pi ^{2}}{6}}\times {\frac {e^{2}{B_{\max }}^{2}f^{2}}{k\rho r}},}
où k est une constante valant 1 pour une tôle mince et 2 pour un fil fin, et {\displaystyle \rho } est la masse volumique du matériau (en kg/m3).
Pour un circuit magnétique composé d'un empilage de tôles, il convient d'ajouter un coefficient de remplissage inférieur à 1 : une partie du volume du circuit magnétique correspond à la résine qui isole les plaques les unes des autres et qui ne doit pas être pris en compte pour le calcul des pertes.

## Applications

### Freinage

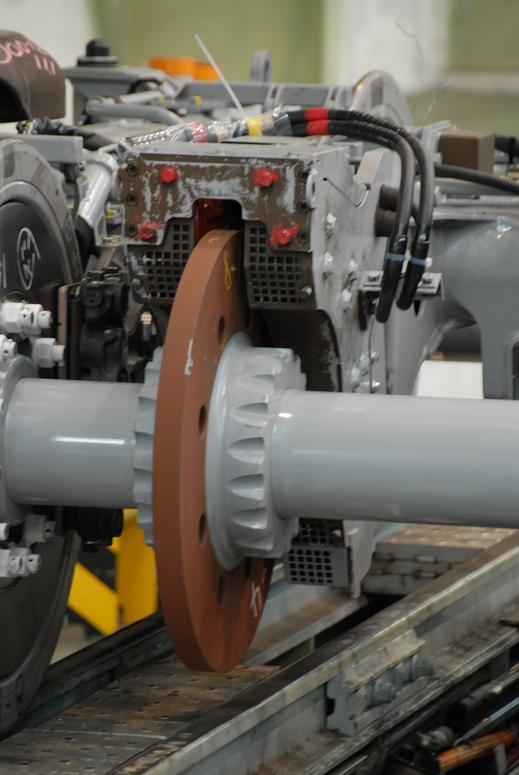
Frein à courants de Foucault sur un train rapide japonais Shinkansen.

Schéma d'un disque de frein de Foucault actuel.

Le premier brevet de ralentisseur électromagnétique a été déposé par Steckel en 1903. Raoul Sarazin a réalisé en 1936 la première application pratique sur véhicule d'un ralentisseur utilisant le principe des courants de Foucault.
Des systèmes de freinage à courants de Foucault sont utilisés notamment sur les véhicules poids lourds et sur les autocars sous le nom de « ralentisseur », ou sous le nom commercial Telma.
Ils sont constitués d'électroaimants fixes (stator) induisant des courants de Foucault dans des disques conducteurs (rotor) entraînés par les roues. Lorsque les électroaimants sont mis sous tension, les courants de Foucault induits dans les disques engendrent des forces de Laplace s'opposant au mouvement, et donc un couple de freinage.
Contrairement aux freins classiques qui dissipent l'énergie par frottement, le freinage électromagnétique fonctionne sans contact, donc sans usure de garniture. Ces freins nécessitent peu de réglage. Bien que l'énergie de freinage reste dissipée sous forme de chaleur (par effet Joule), ils sont moins sensibles à l'échauffement. Ils sont de ce fait obligatoires sur les véhicules lourds pour produire un freinage d’endurance notamment en montagne ou en situations d'arrêts fréquents. Le freinage étant produit par la vitesse des disques, ils ne permettent en aucun cas l'immobilisation d'un véhicule jusqu'à l'arrêt complet. C'est pour cela qu'ils ne fonctionnent qu'en complément de freins conventionnels.
Dans les chemins de fer, la rame à grande vitesse ICE 3 de la Deutsche Bahn utilise un système de freins à courant de Foucault comme système de frein de service sur certaines lignes nouvelles et comme système de freinage d'urgence ailleurs.
On peut leur reprocher que l'énergie est dissipée par effet Joule sous forme de chaleur et donc en pure perte, contrairement au freinage régénératif des véhicules hybrides qui la valorisent en électricité stockable.

### Chauffage
Le chauffage par induction est produit par les courants de Foucault induits dans la pièce à chauffer. Ce type de chauffage est donc réservé aux matériaux conducteurs d’électricité. Il est par exemple utilisé dans les plaques de cuisson à induction, ou en métallurgie, où les fours à induction peuvent chauffer les lingots de métal jusqu'à leur température de fusion.

### Brasage
Dans le cas du brasage par induction, on place les éléments à braser dans un champ électromagnétique puissant pour chauffer les pièces ainsi que le métal d'apport.

### Séparateur à courants de Foucault
On utilise les courants de Foucault pour le tri et la séparation des matériaux hétérogènes en vrac.
Le premier séparateur fut réalisé en 1984 par le thermodynamicien Hubert Juillet, inventeur du procédé, pour le compte de l'usine verrière BSN (aujourd'hui Owens-Illinois) de Wingles (Pas-de-Calais) pour le recyclage du verre, afin de séparer les métaux non ferreux (dont les capsules) du verre.
Actuellement, de très nombreux séparateurs sont en service à travers le monde, principalement dans les domaines du recyclage et de la minéralurgie.

### Autres applications

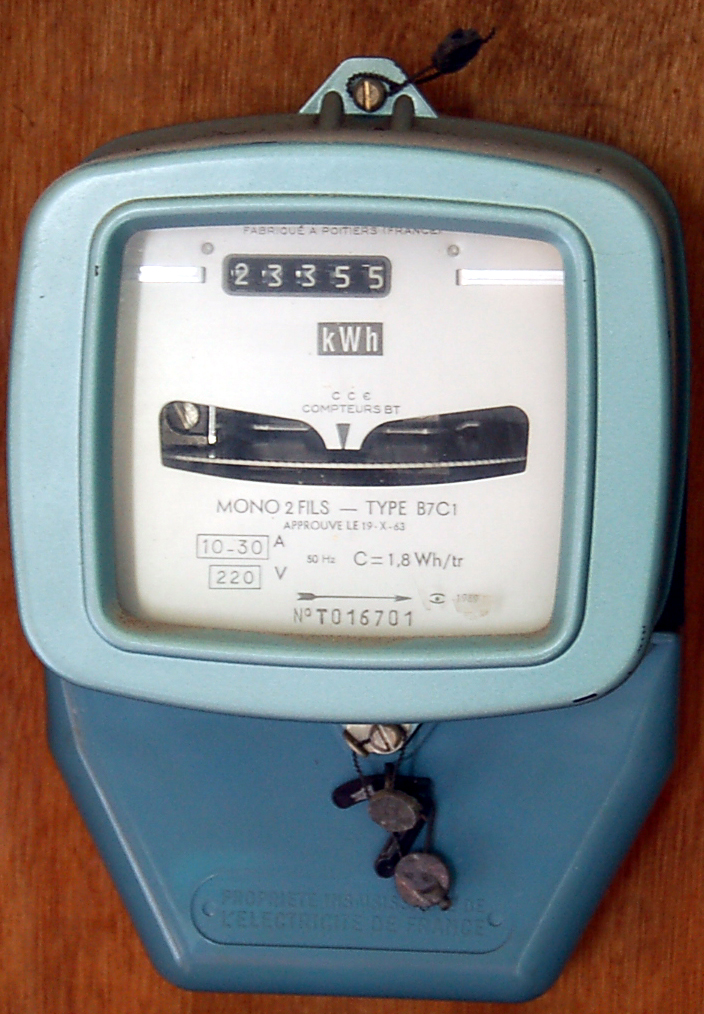
Ancien compteur électrique français (EDF).

On utilise les courants de Foucault pour :
- comptabiliser la consommation électrique, dans les anciens compteurs ERDF (à roue dentée) ;
- réaliser des capteurs de distance sans contact. Ils sont généralement constitués d'une bobine excitée à haute fréquence (de 200 kHz à 2 MHz) ; la proximité d'une pièce conductrice en modifie l'impédance ; la mesure de cette impédance permet de déterminer la distance de la pièce mesurée ;
- le contrôle non destructif, par exemple pour la détection des fissures dans les pièces métalliques comme les rails ferroviaires ou les pièces métalliques d'avion soumises à des contraintes répétées. En cas de défaut interne, les courants de Foucault sont différents, ce qui se traduit par une modification du champ magnétique induit. Un exemple est le contrôle de la qualité de fabrication des lames des armes d'escrime sportive[5] ;
- afficher la vitesse d'un véhicule par tachymètre : un aimant est relié à la sortie de la boite de vitesses et entouré d'un tube fait d'un métal conducteur allant de ladite boite jusqu'au compteur sur lequel est fixée une aiguille. Le tube, pivotant autour de son axe, est retenu par un ressort en spirale chargé de ramener l'aiguille à zéro. Plus la roue tourne vite, plus la force exercée sur la rotation du tube est grande, et plus l'aiguille du compteur s'éloigne de sa position initiale ;
- le fonctionnement de certaines dynamos de vélo : un aimant est mis en rotation par l'effet des courants de Foucault dans la jante de la roue. Cet aimant permet ensuite de générer de l’énergie pour alimenter une lumière[6]. Contrairement aux dynamos traditionnelles, l’entraînement de l'aimant se fait ainsi sans contact.
- dans les centres de tri des déchets, La machine à courant de Foucault permet de trier automatiquement l’aluminium. Elle utilise une roue polarisée, placée à l’extrémité du tapis roulant transportant les déchets. Cette roue, constituée d’aimants alternant pôles nord et sud sur sa périphérie, génère un champ magnétique variable lorsqu’elle tourne. L’interaction entre le champ magnétique de la roue et celui créé par le courant induit dans l’aluminium entraîne une force de répulsion, qui expulse les emballages en aluminium hors du flux de déchets.